# 베이징 국립 실내경기장
베이징 국립 실내경기장(영어: Beijing National Indoor Stadium, 중국어 간체자: 国家室内体育馆, 병음: Guójiā shìnèi Tǐyùguǎn)은 중화인민공화국 베이징시 차오양구에 위치한 다목적 실내 경기장이다. 경기장의 애칭은 부채를 닮았다고 하여, 더 팬(영어: The Fan, 중국어 간체자: 扇子, 병음: shànzi)이다.

## 역사

### 올림픽 개최 이전
2007년 11월 26일, 개장했다. 개장 이후 예술 및 체육 시범 행사를 위해 사용되었다.

### 2008년 하계 올림픽

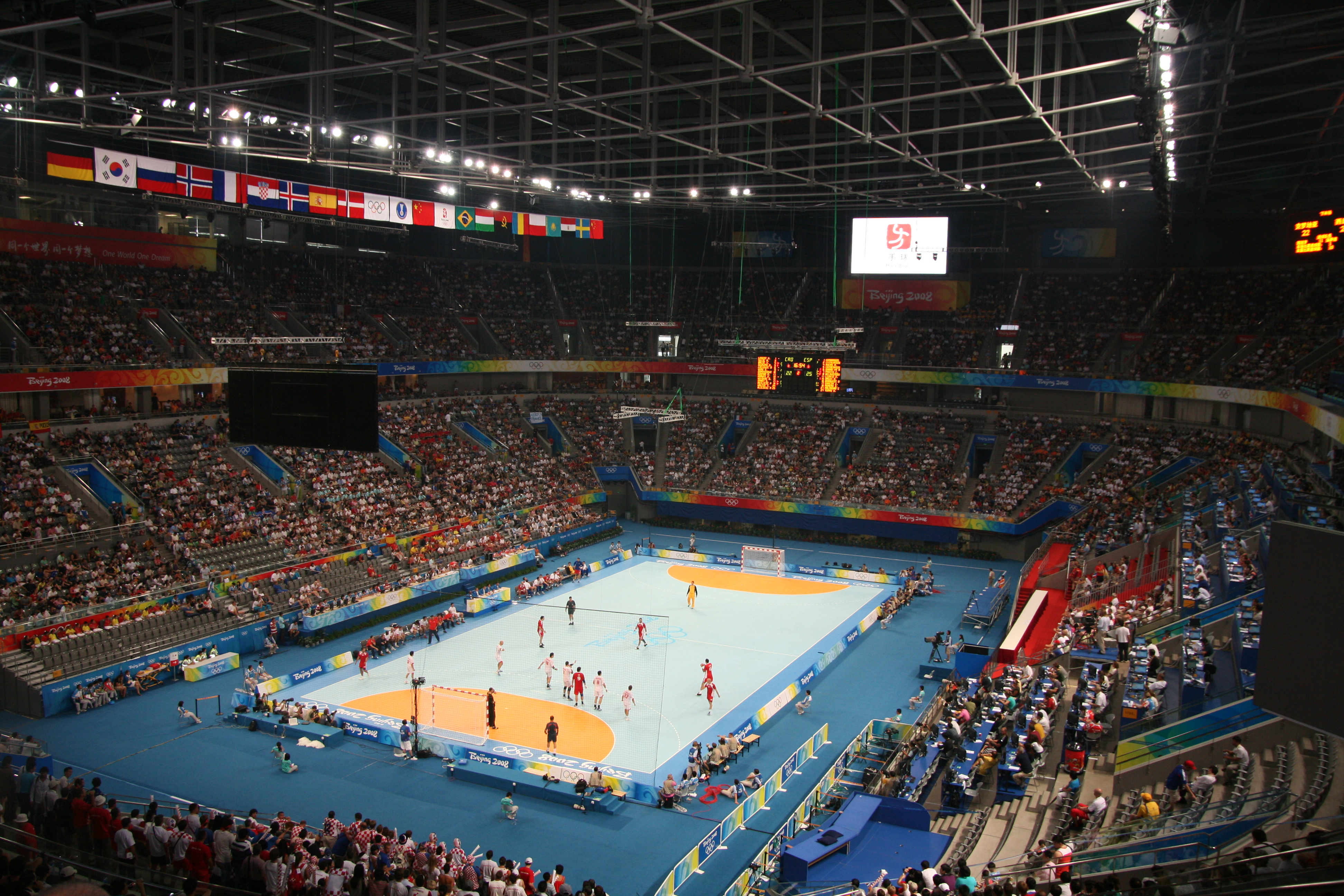
2008년 하계 올림픽 핸드볼 경기

2008년 하계 올림픽의 기계 체조, 트램펄린의 체조 종목과 핸드볼 종목 경기를 동시에 개최했다.
하계 올림픽 폐막 이후에 베이징 국립 실내경기장은 지역 주민을 대상으로한 체육 대회나, 문화, 오락 등 컨벤션 센터의 목적으로 이용된다. 또한, 차오양구 지역 주민들의 다목적 스포츠 센터의 역할을 맡고 있다.
2015년, 2015 아이스하키 여자 세계 선수권 대회를 개최하면서 이 경기장에서 처음으로 아이스하키 국제 대회를 개최했다.

### 2022년 동계 올림픽
2022년 동계 올림픽의 아이스하키 종목 경기를 베이징 우커쑹 스포츠센터과 분산하여 개최하고 있다.

## 같이 보기
- 2022년 동계 올림픽
- 2022년 동계 올림픽 경기장